# آدم فليتشير
آدم فليتشير هو كاتب كندي، ولد في 3 مارس 1975 في كالغاري في كندا.